# Nicanor Zabaleta
Nicanor Zabaleta Zala (San Sebastián, 7 de enero de 1907-San Juan, Puerto Rico; 31 de marzo de 1993) fue un músico, solista de arpa y educador español.

## Biografía
Nació en San Sebastián, Guipúzcoa, España, el 7 de enero de 1907. En 1914 su padre, un músico aficionado, le compró un arpa en una tienda de antigüedades. Se trasladó muy joven a Madrid donde recibió lecciones de música con Vicenta Tormo de Calvo y Luisa Menárquez en el conservatorio de la capital. En 1925 se mudó a París, donde cursó estudios con Marcel Tournier y Jacqueline Borot. Al año siguiente dio su primer concierto en París. Después de su debut europeo viajó a los Estados Unidos, donde se estrenó ante el público estadounidense en 1934. Durante un concierto en Puerto Rico en 1950, conoció a Graziela, con quien se casaría dos años más tarde.
El matrimonio se estableció en San Sebastián, desde donde seguiría dando conciertos en giras que le llevarían por toda Europa. Entre 1959 y 1962, Zabaleta impartió clases de arpa en la Accademia Musicale Chigiana de Siena, Italia.
Su especialidad fue la música del siglo xviii. Hubo varios músicos contemporáneos que compusieron especialmente para él, como Alberto Ginastera, Darius Milhaud, Heitor Villa-Lobos, Walter Piston, Ernst Krenek o su compatriota Joaquín Rodrigo, autor del Concierto de Aranjuez. De igual manera, el compositor venezolano Juan Vicente Lecuna, compuso en 1942, una sonata para arpa a petición de Zabaleta, obra que fue estrenada el 8 de noviembre de 1943 por Clara Passini.
Durante los años 60, 70 y 80 se hizo muy popular en España y en toda Europa. Se estima que Zabaleta llegó a vender unos tres millones de discos
En el año 1983 recibió el Premio Nacional de Música de manos del Gobierno español.
Su último concierto lo dio en Madrid el 16 de junio de 1992, con la salud ya muy quebrantada. Murió el 31 de marzo de 1993 en San Juan de Puerto Rico.

## Distinciones

### Órdenes
- Gran Cruz de la Orden de Alfonso X el Sabio ( España, 1964).

### Civiles
- Medalla de Oro al Mérito en el Trabajo (1967).
- Medalla de Oro al Mérito en las Bellas Artes (1981).

### Premios
- Premio Nacional de Música (1983).